# Shchastia
Shchastia (en ucraniano: Щастя, lit. 'felicidad', en ruso: Счастье, romanizado: Schastie) es una ciudad ucraniana perteneciente al óblast de Lugansk. Situada en el este del país, sirve como centro administrativo del raión de Shchastia y centro del municipio (hromada) homónimo.
La ciudad se encuentra ocupada por Rusia desde febrero de 2022, siendo administrada como parte de la de facto República Popular de Lugansk.

## Geografía
Shachstia se encuentra en la orilla izquierda del río Donets, 36 km al sureste de Novoaidar y 24 km al norte de Lugansk.

## Historia
El pueblo de Shchastia fue fundado en 1754 por siervos fugitivos de la región de Severodonetsk. En 1754, la zarina Catalina II entregó tierras adyacentes al Donets y sus campesinos a su cortesano Grigori Kovalinski.
En 1914, el pueblo de Shchastia dependía del vólost de Stari Aidar en la gobernación de Járkov y tenía 1.230 habitantes. Las casas eran todas de madera, siendo los únicos  edificios de ladrillo, aparte de la iglesia, la casa del hacendado (futura casa de los Pioneros tras la revolución de Octubre) y la del cura.
Durante la Segunda Guerra Mundial, Shchastia fue ocupada por la Wehrmacht el 14 de julio de 1942 y liberada seis meses después, el 21 de enero de 1943, por el Ejército Rojo. Veintiséis personas son secuestradas por los alemanes en este momento. 
En 1953, comenzó la construcción de la central eléctrica de Lugansk, recibió su nombre actual en 1956 y Shchastia recibió el estatus de ciudad en 1963. En las décadas siguientes llegaron muchos trabajadores de toda la URSS, y se expandió rápidamente con la construcción de edificios de apartamentos en la década de 1960 y finales de la de 1980.
En 2014, Shchastia estuvo controlada por la separatista República Popular de Lugansk desde finales de abril de 2014 hasta que el ejército ucraniano recuperó la ciudad el 14 de junio de 2014. Shchastia fue retomada principalmente por los combatientes voluntarios del batallón Aidar que, según Amnistía Internacional, "prácticamente sin supervisión o control” cometieron crímenes de guerra en Shchastia y ciudades cercanas. Según los residentes de Shchastia, este comportamiento continuó hasta que Aidar se incorporó al ejército ucraniano en la primavera de 2015. El 5 de agosto de 2014, se retiró un monumento de Vladímir Lenin de la ciudad de Shchastia. Para facilitar el gobierno del óblast de Lugansk durante la guerra del Dombás, la Rada Suprema realizó algunos cambios en las divisiones administrativas el 7 de octubre de 2014, de modo que las localidades en las áreas controladas por el gobierno se agruparon. En particular, Shchastia, que formaba parte del distrito de Zhotnevi de la ciudad de Lugansk, fue trasladada al raión de Novoaidar. El 9 de febrero de 2016, el canal de televisión 112 Ucrania informó que parte del asentamiento estaba bajo el control de las fuerzas ucranianas. La ciudad fue puesta bajo administración militar-civil el 18 de enero de 2019. En 2020, se construyeron puntos de cruce con regulaciones militares de entrada y salida.
El 24 de febrero de 2022, el primer día de la invasión rusa de Ucrania de 2022, Shchastia fue atacada por las fuerzas rusas y rápidamente ocupada. El 80% del pueblo ha sido destruido en la invasión y según los lugareños, el 90% de todas las casas fueron destruidas por los bombardeos.

## Demografía
La evolución de la población de Shchastia entre 1864 y 2021 fue la siguiente:
| 510                                                           | 661 | 830 | 8591 | 12 971 | 12 735 | 13 338 | 13 770 | 13 105 | 12 773 | 12 506 | 12 158 | 11 887 | 11 552 |
| (Fuente: Cities & Towns of Ukraine y UKRAINE: Größere Städte) |     |     |      |        |        |        |        |        |        |        |        |        |        |

Según el censo de 2001, la lengua materna de la mayoría de los habitantes, el 87.98%, es el ruso; del 11,23% es el ucraniano.

## Economía
La principal empresa de la ciudad es la central térmica de Lugansk. El primer generador se puso en servicio en 1956, y en 1958 se completó la primera etapa y la potencia de la central era de 700 MWt, la mayor de la URSS en ese momento. La planta se completó en 1969 y su potencia es de 2300 MWt veinte años después. La central térmica fue privatizada en 2001.

## Infraestructura

### Arquitectura, monumentos y lugares de interés
La ciudad tiene una iglesia ortodoxa dedicada a Santa Catalina. El templo fue construido en ladrillo en 1901 principalmente con fondos del terrateniente local Piotr Kovalenski y según los planos del arquitecto Vladímir Nemkine.

### Transporte
La carretera nacional N 21 y la carretera territorial T-13-09 discurren por la ciudad. Shchastia también está a 4 km de la estación de tren de Ogorodni.

## Galería

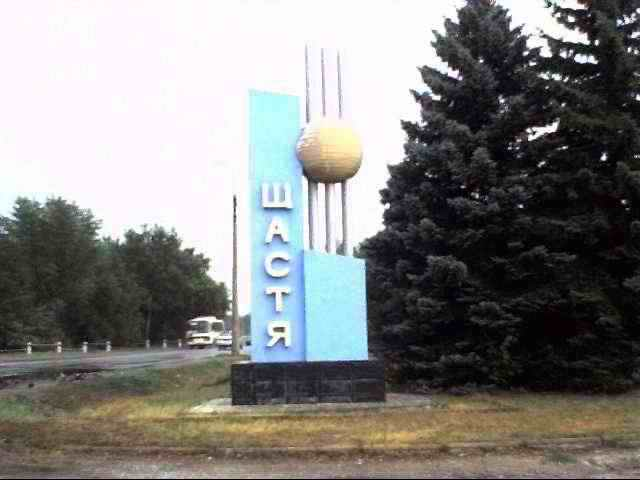
Entrada a Shchastia
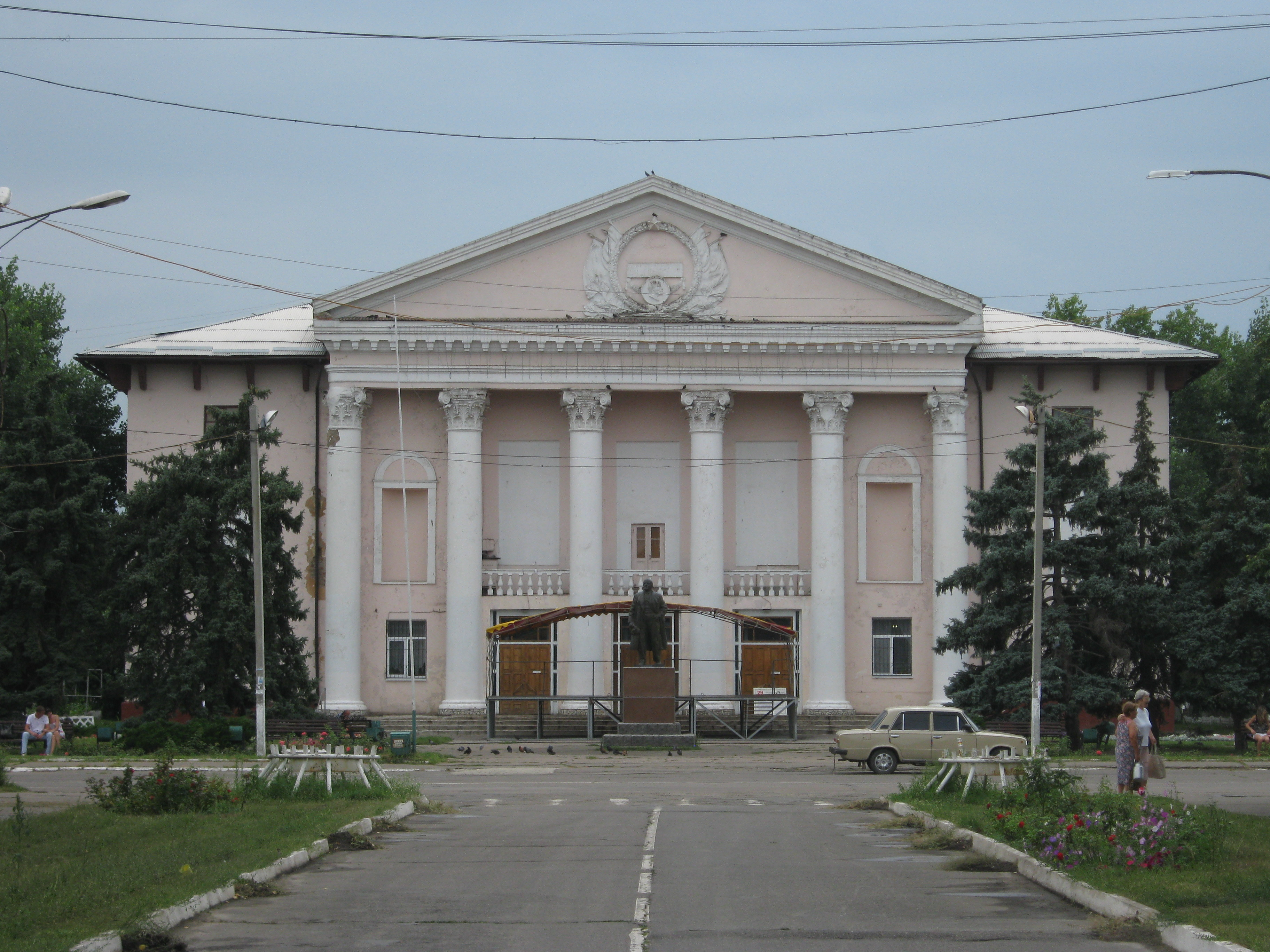
Casa de la cultura de Shchastia
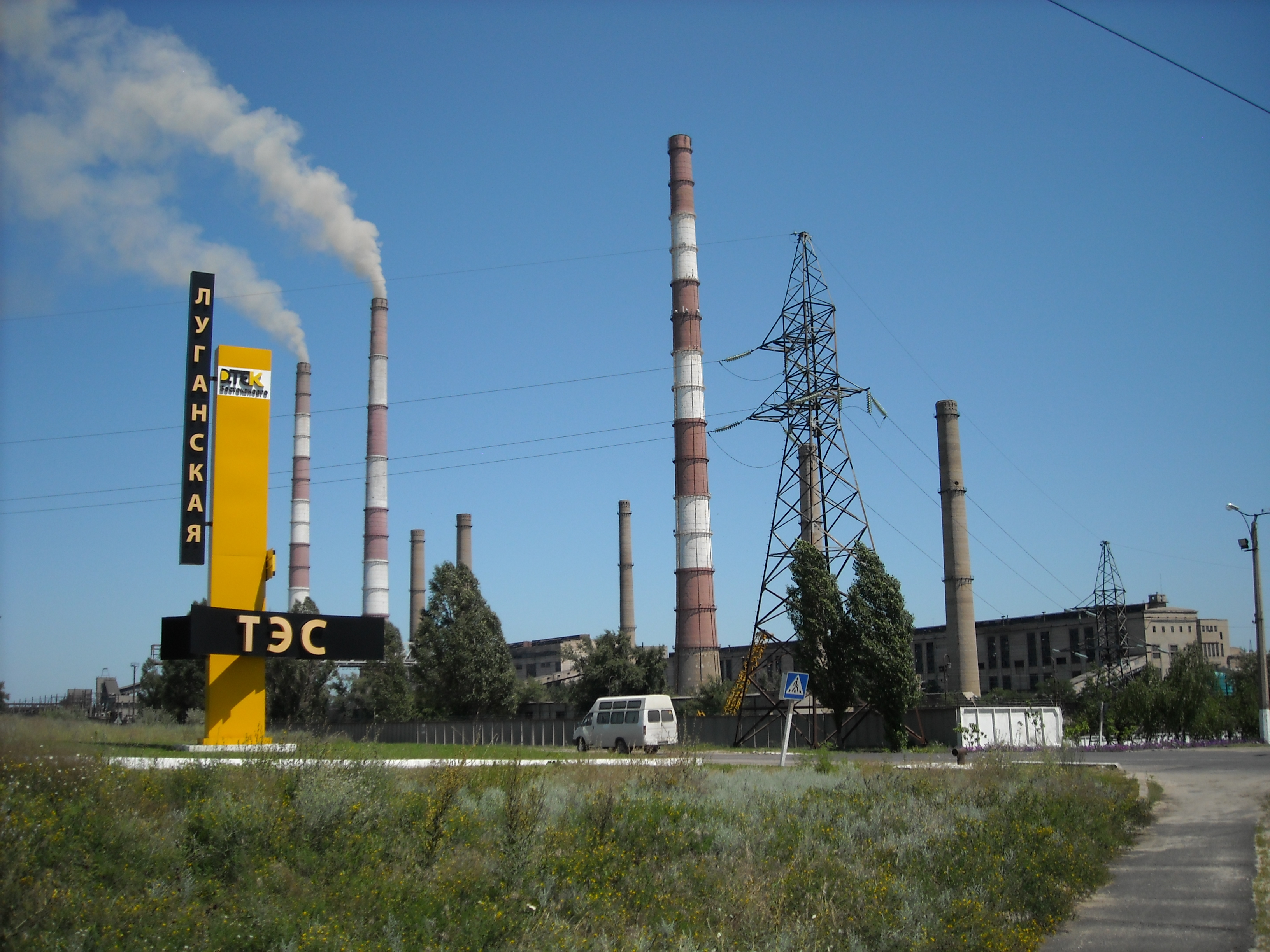
Central térmica de Lugansk
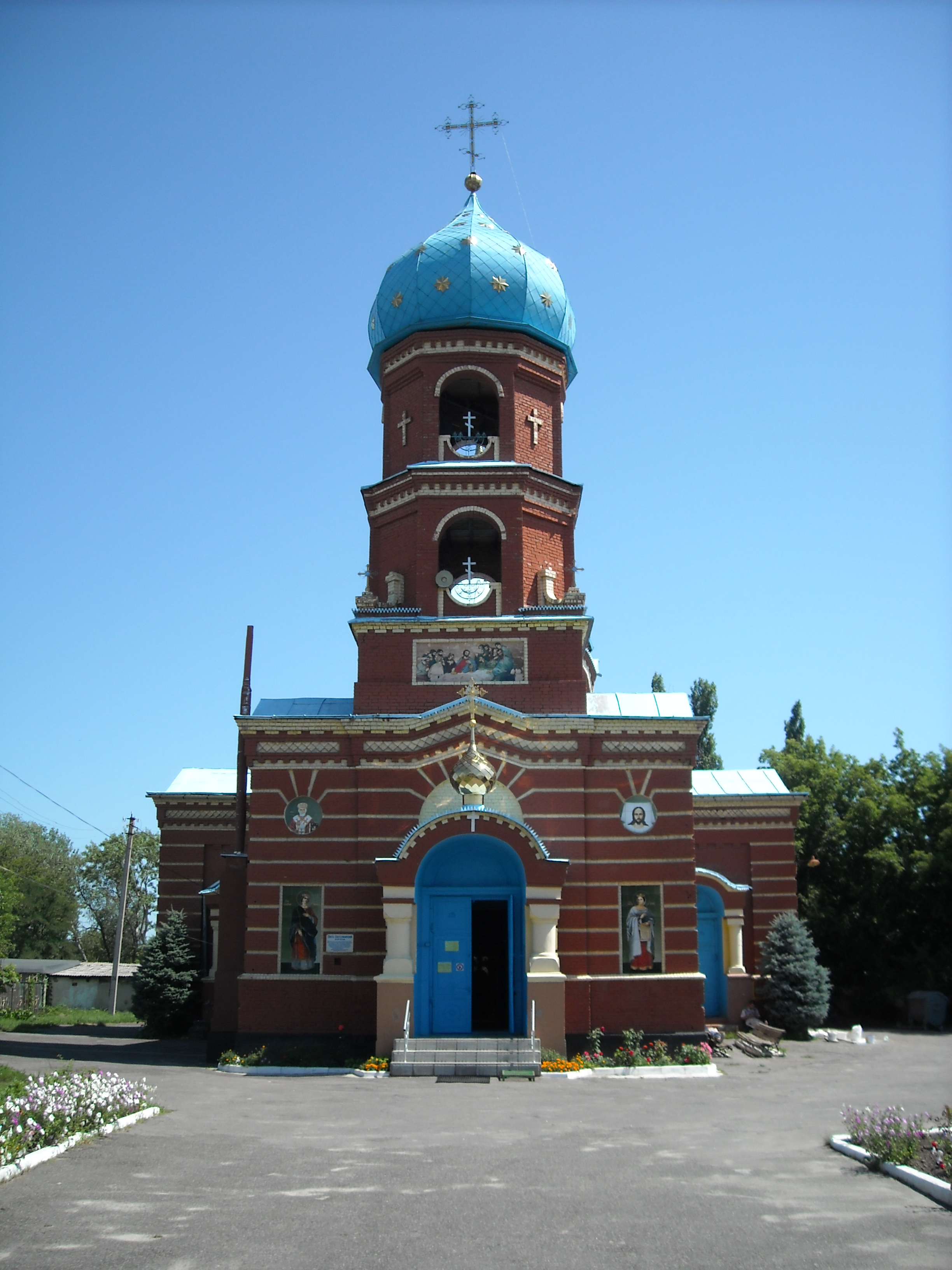
Iglesia de Shchastia
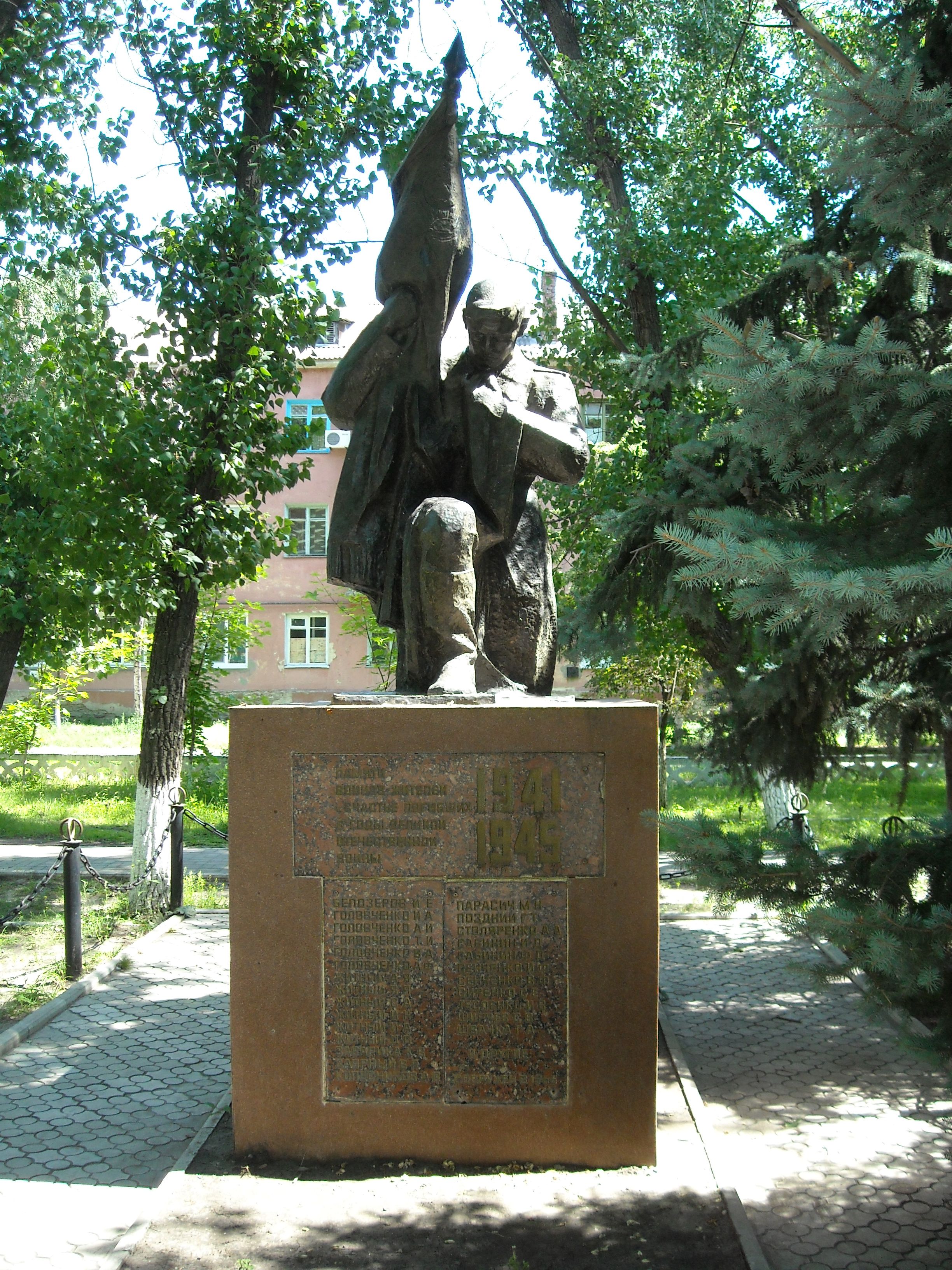
Monumento soviético de la Segunda Guerra Mundial
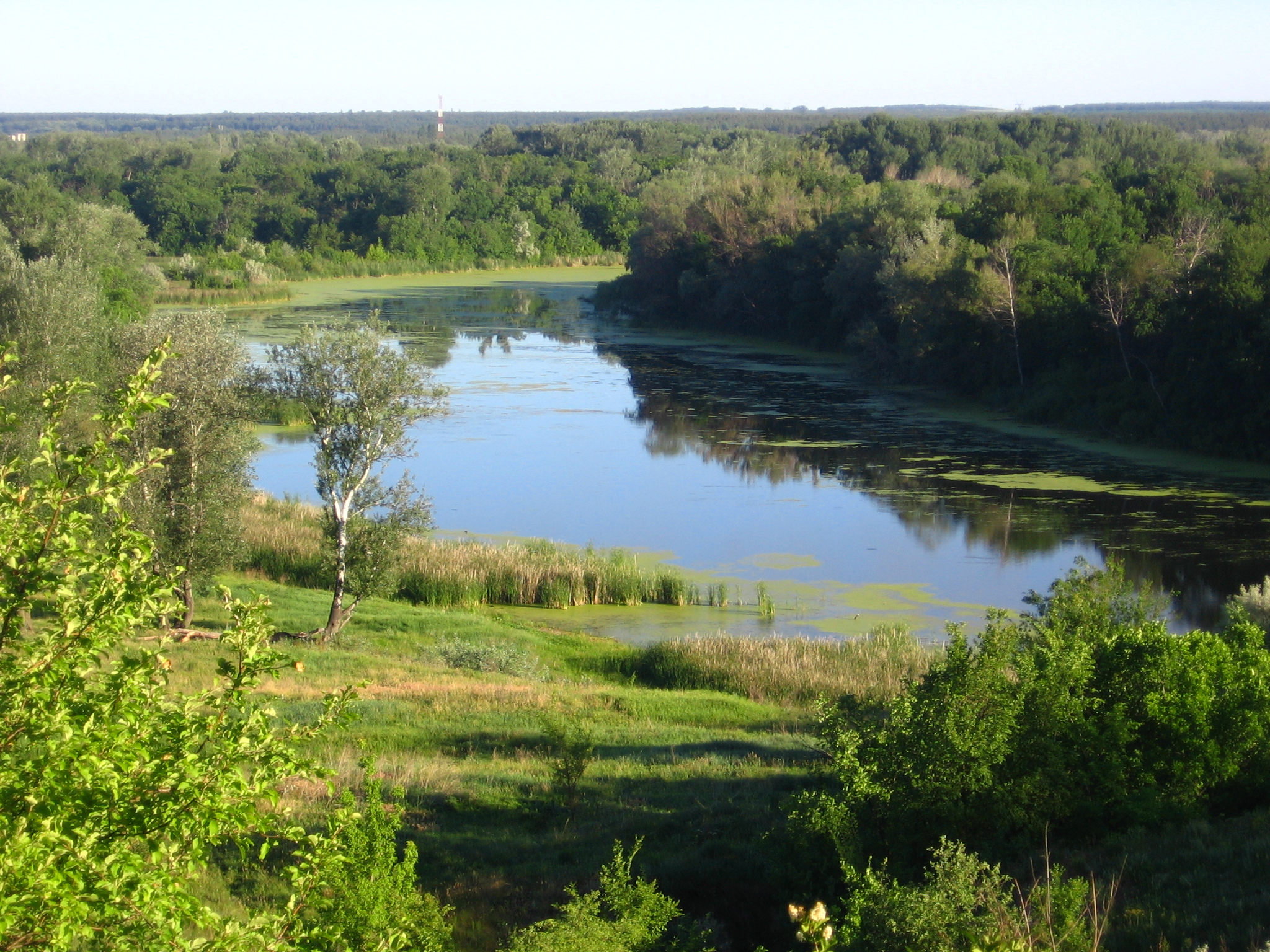
Río Donets cerca de Shchastia